# Grams (Suchmaschine)
Grams war eine ausschließlich als Hidden Service im Tor-Netzwerk betriebene Produkt-Suchmaschine. Es wurden Produktlistings mehrerer Darknet-Märkte indiziert; auch eine Händlersuche war möglich. Design, Bedienung und Funktionalität waren dabei stark an Google angelehnt.
Anlass für die Entwicklung durch einen anonymen Programmierer waren kontinuierliche Produkt- und Händlernachfragen auf Reddit sowie diversen Internetforen.